# Andrej Ďurkovský
Andrej Ďurkovský (ur. 5 września 1958 w Bratysławie) – słowacki samorządowiec, w latach 2002−2010 burmistrz Bratysławy.

## Życiorys
W 1982 ukończył studia na Wydziale Budownictwa na Słowackim Uniwersytecie Technicznym w Bratysławie (kierunek: gospodarka wodna). W 1983 podjął pracę w spółce Hydroconsult, gdzie przepracował siedem lat, m.in. jako główny projektant. W 1990 był zatrudniony jako menedżer projektów w firmie VASKO+PARTNER INGENIEURE ZT w Wiedniu.
W 1990 przystąpił do Ruchu Chrześcijańsko-Demokratycznego. W tym samym roku objął funkcję wiceburmistrza Starego Miasta w Bratysławie, od 1994 do 2002 pełnił obowiązki burmistrza. W 2002 m.in. dzięki głosom KDH i ANO wybrano go burmistrzem (nadburmistrzem) Bratysławy. Cztery lata później przy poparciu SDKÚ-DS i KDH uzyskał reelekcję na to stanowisko. W wyborach w 2010 został wybrany do Rady Narodowej, w której zasiadał do 2012.

## Życie prywatne
Jest żonaty z Františką, mają trójkę dzieci.